# Zmarli w roku 1812
Lista osób zmarłych w 1812:

## luty 1812
- 7 lutego – Idzi Maria od św. Józefa, włoski franciszkanin, święty katolicki[1]
- 24 lutego – Étienne Louis Malus, francuski inżynier wojskowy, odkrywca światła spolaryzowanego[2]
- 28 lutego – Hugo Kołłątaj, polski polityk, pisarz i filozof[3]

## maj 1812
- 11 maja – Spencer Perceval, brytyjski polityk i premier Zjednoczonego Królestwa[4]